# Episodi di Nancy, Sonny & Co. (prima stagione)
La prima stagione della serie televisiva Nancy, Sonny & Co. è stata trasmessa in anteprima negli Stati Uniti d'America dalla ABC tra il 30 ottobre 1980 e il 4 agosto 1981.
| nº | Titolo originale             | Titolo italiano | Prima TV USA     | Prima TV Italia |
| -- | ---------------------------- | --------------- | ---------------- | --------------- |
| 1  | Pilot                        |                 | 30 ottobre 1980  |                 |
| 2  | The Intruder                 |                 | 6 novembre 1980  |                 |
| 3  | Roomies                      |                 | 13 novembre 1980 |                 |
| 4  | Fallen Idol                  |                 | 27 novembre 1980 |                 |
| 5  | The Lois Affair              |                 | 11 dicembre 1980 |                 |
| 6  | Super-Mom                    |                 | 18 dicembre 1980 |                 |
| 7  | Cassie's Punctured Romance   |                 | 1º gennaio 1981  |                 |
| 8  | Up on the Roof               |                 | 8 gennaio 1981   |                 |
| 9  | Making the Grade             |                 | 15 gennaio 1981  |                 |
| 10 | Our Man Barry                |                 | 22 gennaio 1981  |                 |
| 11 | R-E-S-P-E-C-T                |                 | 29 gennaio 1981  |                 |
| 12 | Kids                         |                 | 21 luglio 1981   |                 |
| 13 | You're Not Old, You're Fired |                 | 4 agosto 1981    |                 |